# Женска фудбалска репрезентација Колумбије
Женска фудбалска репрезентација Колумбије (шп. Selección femenina de fútbol de Colombia) је женски фудбалски тим који представља Колумбију на међународним такмичењима и такмичи се у Конфедерацији фудбалских савеза Јужне Америке (Конмебол). Колумбија је једна од најбоље рангираних репрезентација Јужне Америке, а такође је и трећа нација на континенту која се квалификовала за Светско првенство и Олимпијске игре, поред Бразила и Аргентине. Колумбија је била прва земља шпанског говорног подручја чија је женска репрезентација напредовала даље од групне фазе на Светском првенству (2015)
Лас Кафетерас је такође учествовао на свим издањима Копа Америка Феменина од 1998. Колумбија је била другопласирана 2010. и 2014. године.

## Достигнућа
- Жребања обухватају мечеве нокаут-а одлучене пеналима.
  - Црвена ивица означава да је турнир одржан на домаћем терену.

  Шампион    Другопласирани    Треће место    Четврто место  

### Светско првенство за жене
| Светско првенство у фудбалу за жене резултати | Светско првенство у фудбалу за жене резултати | Светско првенство у фудбалу за жене резултати | Светско првенство у фудбалу за жене резултати | Светско првенство у фудбалу за жене резултати | Светско првенство у фудбалу за жене резултати | Светско првенство у фудбалу за жене резултати | Светско првенство у фудбалу за жене резултати | Светско првенство у фудбалу за жене резултати | Светско првенство у фудбалу за жене резултати |
| Година                                        | Резултат                                      | Позиција                                      | Ута                                           | Поб                                           | Нер                                           | Изг                                           | ГД                                            | ГП                                            | Састав                                        |
| --------------------------------------------- | --------------------------------------------- | --------------------------------------------- | --------------------------------------------- | --------------------------------------------- | --------------------------------------------- | --------------------------------------------- | --------------------------------------------- | --------------------------------------------- | --------------------------------------------- |
| 1991.                                         | Није учествовала                              | Није учествовала                              | Није учествовала                              | Није учествовала                              | Није учествовала                              | Није учествовала                              | Није учествовала                              | Није учествовала                              | Није учествовала                              |
| 1995.                                         | Није учествовала                              | Није учествовала                              | Није учествовала                              | Није учествовала                              | Није учествовала                              | Није учествовала                              | Није учествовала                              | Није учествовала                              | Није учествовала                              |
| 1999.                                         | Није се квалификовала                         | Није се квалификовала                         | Није се квалификовала                         | Није се квалификовала                         | Није се квалификовала                         | Није се квалификовала                         | Није се квалификовала                         | Није се квалификовала                         | Није се квалификовала                         |
| 2003.                                         | Није се квалификовала                         | Није се квалификовала                         | Није се квалификовала                         | Није се квалификовала                         | Није се квалификовала                         | Није се квалификовала                         | Није се квалификовала                         | Није се квалификовала                         | Није се квалификовала                         |
| 2007.                                         | Није се квалификовала                         | Није се квалификовала                         | Није се квалификовала                         | Није се квалификовала                         | Није се квалификовала                         | Није се квалификовала                         | Није се квалификовала                         | Није се квалификовала                         | Није се квалификовала                         |
| 2011.                                         | Групна фаза                                   | 14.                                           | 3                                             | 0                                             | 1                                             | 2                                             | 0                                             | 4                                             | 2011.                                         |
| 2015.                                         | Осминафинала                                  | 12.                                           | 4                                             | 1                                             | 1                                             | 2                                             | 4                                             | 5                                             | 2015.                                         |
| 2019.                                         | Није се квалификовала                         | Није се квалификовала                         | Није се квалификовала                         | Није се квалификовала                         | Није се квалификовала                         | Није се квалификовала                         | Није се квалификовала                         | Није се квалификовала                         | Није се квалификовала                         |
| 2023.                                         | Није играно                                   | Није играно                                   | Није играно                                   | Није играно                                   | Није играно                                   | Није играно                                   | Није играно                                   | Није играно                                   | Није играно                                   |
| Укупно                                        | Осминафинала                                  | 2/8                                           | 7                                             | 1                                             | 2                                             | 4                                             | 4                                             | 9                                             |                                               |

| Светско првенство у фудбалу за жене историја | Светско првенство у фудбалу за жене историја | Светско првенство у фудбалу за жене историја | Светско првенство у фудбалу за жене историја | Светско првенство у фудбалу за жене историја | Светско првенство у фудбалу за жене историја |
| Година                                       | Коло                                         | Датум                                        | Противник                                    | Резултат                                     | Стадион                                      |
| -------------------------------------------- | -------------------------------------------- | -------------------------------------------- | -------------------------------------------- | -------------------------------------------- | -------------------------------------------- |
| 2011.                                        | Групна фаза                                  | 28. јун                                      | Шведска                                      | Изг. 0 : 1                                   | Беј арена, Леверкузен                        |
| 2011.                                        | Групна фаза                                  | 2. јул                                       | Сједињене Државе                             | Изг. 0 : 3                                   | Рајн Некер арена, Зинсхајм                   |
| 2011.                                        | Групна фаза                                  | 6. јул                                       | Северна Кореја                               | Нер. 0 : 0                                   | Рурстадион, Бохум                            |
| 2015.                                        | Групна фаза                                  | 9. јун                                       | Мексико                                      | Нер. 1 : 1                                   | Стадион Монктон, Монктон                     |
| 2015.                                        | Групна фаза                                  | 13. јун                                      | Француска                                    | Поб. 2 : 0                                   | Стадион Монктон, Монктон                     |
| 2015.                                        | Групна фаза                                  | 17. јун                                      | Енглеска                                     | Изг. 1 : 2                                   | Стадион Олимпик, Монтреал                    |
| 2015.                                        | Осминафинала                                 | 22. јун                                      | Сједињене Државе                             | Изг. 0 : 2                                   | Стадион Комонвелт, Едмонтон                  |

### Олимпијске игре
| Олимпијске игре резултати | Олимпијске игре резултати | Олимпијске игре резултати | Олимпијске игре резултати | Олимпијске игре резултати | Олимпијске игре резултати | Олимпијске игре резултати | Олимпијске игре резултати | Олимпијске игре резултати | Олимпијске игре резултати |
| Година                    | Резултат                  | Позицијат                 | Ута                       | Поб                       | Нер                       | Изг                       | ГД                        | ГП                        | Састав                    |
| ------------------------- | ------------------------- | ------------------------- | ------------------------- | ------------------------- | ------------------------- | ------------------------- | ------------------------- | ------------------------- | ------------------------- |
| 1996.                     | Није учествовала          | Није учествовала          | Није учествовала          | Није учествовала          | Није учествовала          | Није учествовала          | Није учествовала          | Није учествовала          | Није учествовала          |
| 2000.                     | Није се квалификовала     | Није се квалификовала     | Није се квалификовала     | Није се квалификовала     | Није се квалификовала     | Није се квалификовала     | Није се квалификовала     | Није се квалификовала     | Није се квалификовала     |
| 2004.                     | Није се квалификовала     | Није се квалификовала     | Није се квалификовала     | Није се квалификовала     | Није се квалификовала     | Није се квалификовала     | Није се квалификовала     | Није се квалификовала     | Није се квалификовала     |
| 2008.                     | Није се квалификовала     | Није се квалификовала     | Није се квалификовала     | Није се квалификовала     | Није се квалификовала     | Није се квалификовала     | Није се квалификовала     | Није се квалификовала     | Није се квалификовала     |
| 2012.                     | Групна фаза               | 11.                       | 3                         | 0                         | 0                         | 3                         | 0                         | 6                         | Састав                    |
| 2016.                     | Групна фаза               | 11.                       | 3                         | 0                         | 1                         | 2                         | 2                         | 7                         | Састав                    |
| 2020.                     | Није се квалификовала     | Није се квалификовала     | Није се квалификовала     | Није се квалификовала     | Није се квалификовала     | Није се квалификовала     | Није се квалификовала     | Није се квалификовала     | Није се квалификовала     |
| 2024.                     | Није играно               | Није играно               | Није играно               | Није играно               | Није играно               | Није играно               | Није играно               | Није играно               | Није играно               |
| Укупно                    | Групна фаза               | 2/7                       | 6                         | 0                         | 1                         | 5                         | 2                         | 13                        |                           |

### Копа Америка за жене
| Копа Америка за жене рекорд | Копа Америка за жене рекорд | Копа Америка за жене рекорд | Копа Америка за жене рекорд | Копа Америка за жене рекорд | Копа Америка за жене рекорд | Копа Америка за жене рекорд | Копа Америка за жене рекорд | Копа Америка за жене рекорд |
| Година                      | Резултат                    | Позиција                    | Ута                         | Поб                         | Нер                         | Изг                         | ГД                          | ГП                          |
| --------------------------- | --------------------------- | --------------------------- | --------------------------- | --------------------------- | --------------------------- | --------------------------- | --------------------------- | --------------------------- |
| 1991.                       | Није учествовала            | Није учествовала            | Није учествовала            | Није учествовала            | Није учествовала            | Није учествовала            | Није учествовала            | Није учествовала            |
| 1995.                       | Није учествовала            | Није учествовала            | Није учествовала            | Није учествовала            | Није учествовала            | Није учествовала            | Није учествовала            | Није учествовала            |
| 1998.                       | Групна фаза                 | 6.                          | 4                           | 2                           | 0                           | 2                           | 11                          | 16                          |
| 2003.                       | Треће место                 | 3.                          | 5                           | 2                           | 1                           | 2                           | 12                          | 16                          |
| 2006.                       | Групна фаза                 | 7.                          | 4                           | 1                           | 1                           | 2                           | 4                           | 11                          |
| 2010.                       | Другопласирани              | 2.                          | 7                           | 4                           | 1                           | 2                           | 19                          | 8                           |
| 2014.                       | Другопласирани              | 2.                          | 7                           | 5                           | 2                           | 0                           | 12                          | 2                           |
| 2018.                       | Четврто место               | 4.                          | 7                           | 3                           | 2                           | 2                           | 17                          | 8                           |
| 2022.                       | Није играно                 | Није играно                 | Није играно                 | Није играно                 | Није играно                 | Није играно                 | Није играно                 | Није играно                 |
| Укупно                      | Другопласирани              | 6/8                         | 34                          | 17                          | 7                           | 10                          | 75                          | 61                          |

### Панамеричке игре
| Панамеричке игре резултати | Панамеричке игре резултати | Панамеричке игре резултати | Панамеричке игре резултати | Панамеричке игре резултати | Панамеричке игре резултати | Панамеричке игре резултати | Панамеричке игре резултати | Панамеричке игре резултати | Панамеричке игре резултати |
| Година                     | Резултат                   | Позиција                   | Ута                        | Поб                        | Нер                        | Изг                        | ГД                         | ГП                         | Састав                     |
| -------------------------- | -------------------------- | -------------------------- | -------------------------- | -------------------------- | -------------------------- | -------------------------- | -------------------------- | -------------------------- | -------------------------- |
| 1999.                      | Није учествовала           | Није учествовала           | Није учествовала           | Није учествовала           | Није учествовала           | Није учествовала           | Није учествовала           | Није учествовала           | Није учествовала           |
| 2003.                      | Није учествовала           | Није учествовала           | Није учествовала           | Није учествовала           | Није учествовала           | Није учествовала           | Није учествовала           | Није учествовала           | Није учествовала           |
| 2007.                      | Није учествовала           | Није учествовала           | Није учествовала           | Није учествовала           | Није учествовала           | Није учествовала           | Није учествовала           | Није учествовала           | Није учествовала           |
| 2011.                      | Четврто место              | 4.                         | 5                          | 2                          | 0                          | 3                          | 3                          | 4                          | Састав                     |
| 2015.                      | Другопласирани             | 2.                         | 5                          | 3                          | 1                          | 1                          | 5                          | 5                          | Састав                     |
| 2019.                      | Шампион                    | 1.                         | 5                          | 2                          | 3                          | 0                          | 9                          | 6                          | Састав                     |
| Укупно                     | 1. титула                  | 3/6                        | 15                         | 7                          | 4                          | 4                          | 17                         | 15                         |                            |

### Боливарске игре
| Боливарске игре резултати | Боливарске игре резултати | Боливарске игре резултати | Боливарске игре резултати | Боливарске игре резултати | Боливарске игре резултати | Боливарске игре резултати | Боливарске игре резултати |
| Година                    | Резултат                  | Ута                       | Поб                       | Нер                       | Изг                       | ГД                        | ГП                        |
| ------------------------- | ------------------------- | ------------------------- | ------------------------- | ------------------------- | ------------------------- | ------------------------- | ------------------------- |
| 2005                      | Сребрна медаља            | 6                         | 4                         | 0                         | 2                         | 12                        | 7                         |
| 2009                      | Златна медаља             | 4                         | 4                         | 0                         | 0                         | 10                        | 3                         |
| 2013. до данас            | U-20 турнир               | U-20 турнир               | U-20 турнир               | U-20 турнир               | U-20 турнир               | U-20 турнир               | U-20 турнир               |
| Укупно                    | 2/2                       | 10                        | 8                         | 0                         | 2                         | 22                        | 10                        |